# Česko na Mistrovství Evropy v atletice 2002

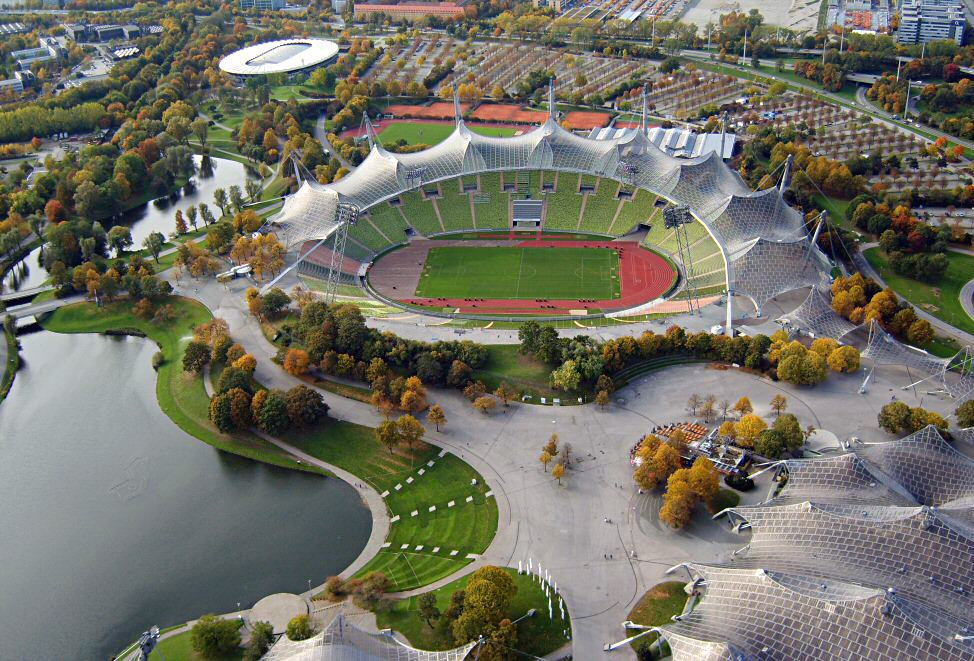
Olympijský stadion v Mnichově

Evropského šampionátu na olympijském stadionu v Mnichově se ve dnech 6. – 11. srpna 2002 účastnilo 40 českých atletů (24 mužů a 16 žen).
Největšího úspěchu dosáhl desetibojař Roman Šebrle jenž výkonem 8 800 bodů vybojoval titul mistra Evropy. Od překonání rekordu šampionátu Daleyho Thompsona z roku 1986 ho dělilo 11 bodů. Druhou českou medaili získal Jiří Mužík v běhu na 400 metrů překážek. Ve finále nestačil pouze na Francouze Diaganu, který byl v cíli o 85 setin sekundy rychleji. Těsně pod stupni vítězů, na 4. místě skončila běžkyně Ludmila Formanová, diskařka Vera Pospíšilová a štafeta mužů v závodě na 4×400 metrů. Páté místo obsadil výškař Tomáš Janků a skokan o tyči Štěpán Janáček.

## Výsledky

### Muži
| Atlet                                                                                              | Disciplína     | Kvalifikace | Kvalifikace | Rozběh  | Rozběh   | Čtvrtfinále | Čtvrtfinále | Semifinále  | Semifinále  | Finále      | Finále           |
| Atlet                                                                                              | Disciplína     | Výkon       | Umístění    | Výkon   | Umístění | Výkon       | Umístění    | Výkon       | Umístění    | Výkon       | Umístění         |
| -------------------------------------------------------------------------------------------------- | -------------- | ----------- | ----------- | ------- | -------- | ----------- | ----------- | ----------- | ----------- | ----------- | ---------------- |
| Jiří Vojtík                                                                                        | 100 m          |             |             | 10,54 s | 29.      | 10,70 s     | 31.         | nepostoupil | nepostoupil | –           | –                |
| Jiří Vojtík                                                                                        | 200 m          |             |             | 20,88 s | 15. =    | 21,16 s     | 19.         | nepostoupil | nepostoupil | –           | –                |
| Karel Bláha                                                                                        | 400 m          |             |             | 46,03 s | 5. =     |             |             | 46,15 s     | 11.         | 46,21 s     | 7.               |
| Radek Zachoval                                                                                     | 400 m          |             |             | 46,25 s | 12.      |             |             | 46,24 s     | 14.         | nepostoupil | nepostoupil      |
| Ladislav Burdel                                                                                    | 110 m přek.    |             |             | 14,04 s | 28. =    |             |             | nepostoupil | nepostoupil | –           | –                |
| Jiří Mužík                                                                                         | 400 m přek.    |             |             | 49,76 s | 9.       |             |             | 48,46 s     | 1.          | 48,43 s     | Stříbrná medaile |
| Jindřich Šimánek                                                                                   | 400 m přek.    |             |             | 50,60 s | 26.      |             |             | nepostoupil | nepostoupil | –           | –                |
| Štěpán Tesařík                                                                                     | 400 m přek.    |             |             | 49,78 s | 11.      |             |             | 49,55 s     | 9.          | 49,41 s     | 6.               |
| Štěpán Tesařík Radek Zachoval Jiří Mužík Karel Bláha * Jiří Vojtík (rozběh) * Jan Mazanec (rozběh) | 4 × 400 m      |             |             | 3:04,35 | 8.       |             |             |             |             | 3:03,82     | 4.               |
| Miloš Holuša                                                                                       | Chůze na 20 km |             |             |         |          |             |             |             |             | 1.26:03     | 19.              |
| Jiří Malysa                                                                                        | Chůze na 20 km |             |             |         |          |             |             |             |             | 1.22:12     | 13.              |
| Miloš Holuša                                                                                       | Chůze na 50 km |             |             |         |          |             |             |             |             | DNS         | –                |
| Jiří Malysa                                                                                        | Chůze na 50 km |             |             |         |          |             |             |             |             | DSQ         | –                |
| Jan Janků                                                                                          | Skok do výšky  | 2,20 m      | 4.          |         |          |             |             |             |             | 2,22 m      | 8.               |
| Tomáš Janků                                                                                        | Skok do výšky  | 2,20 m      | 4. =        |         |          |             |             |             |             | 2,25 m      | 5.               |
| Svatoslav Ton                                                                                      | Skok do výšky  | 2,20 m      | 6.          |         |          |             |             |             |             | 2,25 m      | 6.               |
| Štěpán Janáček                                                                                     | Skok o tyči    | 5,60 m      | 1.          |         |          |             |             |             |             | 5,75 m      | 5.               |
| Adam Ptáček                                                                                        | Skok o tyči    | 5,60 m      | 4.          |         |          |             |             |             |             | 5,70 m      | 6.               |
| Michal Oertelt                                                                                     | Vrh koulí      | 16,66 m     | 26.         |         |          |             |             |             |             | nepostoupil | nepostoupil      |
| Petr Stehlík                                                                                       | Vrh koulí      | 19,76 m     | 11.         |         |          |             |             |             |             | NM          | –                |
| Antonín Žalský                                                                                     | Vrh koulí      | 17,17 m     | 25.         |         |          |             |             |             |             | nepostoupil | nepostoupil      |
| Libor Malina                                                                                       | Hod diskem     | 60,96 m     | 14.         |         |          |             |             |             |             | nepostoupil | nepostoupil      |
| Vladimír Maška                                                                                     | Hod kladivem   | 74,52 m     | 24.         |         |          |             |             |             |             | nepostoupil | nepostoupil      |
| Miroslav Guzdek                                                                                    | Hod oštěpem    | 75,84 m     | 20.         |         |          |             |             |             |             | nepostoupil | nepostoupil      |
| Jan Železný                                                                                        | Hod oštěpem    | 82,44 m     | 5.          |         |          |             |             |             |             | NM          | –                |

Desetiboj
| Tomáš Dvořák  | Desetiboj    |          |      |          |
| Tomáš Dvořák  | Disciplína   | Výsledek | Body | Umístění |
| ------------- | ------------ | -------- | ---- | -------- |
|               | Běh na 100 m | 10,96 s  | 870  |          |
| Skok daleký   | 7,39 m       | 908      |      |          |
| Vrh koulí     | 15,52 m      | 822      |      |          |
| Skok vysoký   | 1,94 m       | 749      |      |          |
| běh na 400 m  | 49,97 s      | 816      |      |          |
| 110 m přek.   | 14,34 s      | 931      |      |          |
| Hod diskem    | 44,38 m      | 754      |      |          |
| Skok o tyči   | NM           | –        |      |          |
| Hod oštěpem   | DNS          | –        |      |          |
| Běh na 1500 m | DNS          | –        |      |          |
| Celkově       |              |          | DNF  | –        |

| Roman Šebrle  | Desetiboj    |          |       |               |
| Roman Šebrle  | Disciplína   | Výsledek | Body  | Umístění      |
| ------------- | ------------ | -------- | ----- | ------------- |
|               | Běh na 100 m | 10,83 s  | 899   | 4.            |
| Skok daleký   | 7,92 m       | 1 040    | 1.    |               |
| Vrh koulí     | 15,41 m      | 815      | 4.    |               |
| Skok vysoký   | 2,12 m       | 915      | 1.    |               |
| Běh na 400 m  | 48,48 s      | 886      | 2.    |               |
| 110 m přek.   | 14,04 s      | 969      | 1.    |               |
| Hod diskem    | 46,88 m      | 806      | 2.    |               |
| Skok o tyči   | 5,10 m       | 941      | 3. =  |               |
| Hod oštěpem   | 68,51 m      | 867      | 1.    |               |
| Běh na 1500 m | 4:42,94      | 662      | 6.    |               |
| Celkově       |              |          | 8 800 | Zlatá medaile |

### Ženy
| Atletka           | Disciplína    | Kvalifikace | Kvalifikace | Rozběh  | Rozběh   | Semifinále   | Semifinále   | Finále       | Finále       |
| Atletka           | Disciplína    | Výkon       | Umístění    | Výkon   | Umístění | Výkon        | Umístění     | Výkon        | Umístění     |
| ----------------- | ------------- | ----------- | ----------- | ------- | -------- | ------------ | ------------ | ------------ | ------------ |
| Ludmila Formanová | 800 m         |             |             | 2:03,25 | 15.      | 2:01,07      | 6.           | 2:00,23      | 4.           |
| Helena Fuchsová   | 800 m         |             |             | 2:03,71 | 17.      | nepostoupila | nepostoupila | –            | –            |
| Anna Pichrtová    | Maraton       |             |             |         |          |              |              | 2.37:39      | 11.          |
| Lucie Martincová  | 100 m přek.   |             |             | 13,66 s | 29.      | nepostoupila | nepostoupila | –            | –            |
| Alena Rücklová    | 400 m přek.   |             |             | 57,91 s | 18.      |              |              | nepostoupila | nepostoupila |
| Barbora Laláková  | Skok do výšky | 1,83 m      | 9. (B)      |         |          |              |              | nepostoupila | nepostoupila |
| Iva Straková      | Skok do výšky | 1,87 m      | 10. (A)     |         |          |              |              | nepostoupila | nepostoupila |
| Kateřina Baďurová | Skok o tyči   | 3,80 m      | 13. (A)     |         |          |              |              | nepostoupila | nepostoupila |
| Michaela Boulová  | Skok o tyči   | NM          | –           |         |          |              |              | nepostoupila | nepostoupila |
| Vera Pospíšilová  | Hod diskem    | 61,93 m     | 2.          |         |          |              |              | 62,31 m      | 4.           |
| Vladimíra Racková | Hod diskem    | 58,92 m     | 7.          |         |          |              |              | 59,28 m      | 8.           |
| Lenka Ledvinová   | Hod kladivem  | 47,65 m     | 43.         |         |          |              |              | nepostoupila | nepostoupila |
| Lucie Vrbenská    | Hod kladivem  | 63,17 m     | 13.         |         |          |              |              | nepostoupila | nepostoupila |
| Barbora Špotáková | Hod oštěpem   | 51,71 m     | 17.         |         |          |              |              | nepostoupila | nepostoupila |
| Nikola Tomečková  | Hod oštěpem   | 53,88 m     | 14.         |         |          |              |              | nepostoupila | nepostoupila |

Sedmiboj
| Michaela Hejnová | Sedmiboj       |          |       |          |
| Michaela Hejnová | Disciplína     | Výsledek | Body  | Umístění |
| ---------------- | -------------- | -------- | ----- | -------- |
|                  | 100 m překážek | 13,59 s  | 1 037 | 5.       |
| Skok do výšky    | 1,68 m         | 830      |       |          |
| Vrh koulí        | 12,47 m        | 692      |       |          |
| Běh na 200 m     | 24,91 s        | 895      |       |          |
| Skok daleký      | 5,98 m         | 843      |       |          |
| Hod oštěpem      | 49,60 m        | 852      | 2.    |          |
| Běh na 800 m     | 2:15,67        | 883      |       |          |
| Celkově          |                |          | 6 032 | 7.       |